# Az alkalom szüli a tolvajt
Az alkalom szüli a tolvajt (olaszul L’occasione fa il ladro, ossia Il cambio della valigia) Gioachino Rossini egyfelvonásos operája. Szövegkönyvét Luigi Prividali írta Eugéne Scribe Le prétendu par hazard, ou L’occasion fait le larron című színműve alapján. Ősbemutatójára 1812. november 24-én került sor a velencei Teatro Moiseben.

## Szereplők
| Szereplő                      | Hangfekvés   |
| ----------------------------- | ------------ |
| Don Parmenione                | bariton      |
| Martino, a szolgája           | basszus      |
| Alberto gróf                  | tenor        |
| Don Eusebio                   | tenor        |
| Berenice, az unokahúga        | szoprán      |
| Ernestina, Berenice komornája | mezzoszoprán |

## Cselekmény
Helyszín: Nápoly környéke
Idő: 19. század eleje
Az éjszakai vihar elől Don Parmenione és Alberto gróf egy Nápoly környéki fogadóban talál menedékre. Itt ismerkednek össze, majd miután Alberto távozik, Parmenione észreveszi, hogy csomagjaikat az inasok véletlenül összecserélték. Felnyitja a gróf bőröndjét melyben rátalál egy gyönyörű lány arcképére. Sejti, hogy Alberto menyasszonya lehet, mert a gróf korábban mesélte, hogy egy gyönyörű nőt fog Nápolyban meglátogatni. A kép elbűvöli Parmenionét és úgy dönt, hogy a gróf ruháiba öltözve jelentkezik majd a lánynál és megpróbálja Albertótól elhódítani. Berenice, a jövendőbeli menyasszony próba elé akarja állítani a grófot ezért komornájával, Ernestinával ruhát cserél. Az álvőlegény tehát Ernestinánál jelentkezik és nyomban szerelmes lesz bele. Betoppan a gróf is, aki az álruhás Berenicébe lesz szerelmes. Hazatér Don Eusebio, a lány bácsikája, akit teljes felfordulás fogad. Végül minden tisztázódik: Parmenione bocsánatot kér a gróftól, amiért csomagjaiban kutatott és elnyeri Ernestina kezét, Berenice pedig Alberto felesége lesz.

## Híres áriák
- Vivino E Il Momento - Berenice áriája
- Ma Se Incerti Voi Siete…Voi La Sposa - Berenice áriája
- D'ogni piu sacro impegno - Alberto áriája